# 長鬚深水鬍鯰
長鬚深水鬍鯰，為輻鰭魚綱鯰形目塘虱魚科深水鬍鯰屬的其中一種，分布於非洲馬拉威湖流域，棲息在湖泊的底層水域，可做為觀賞魚。

## 扩展阅读
維基物種上的相關：長鬚深水鬍鯰